# Club Atlético Defensores de Mataderos
El Club Atlético Defensores de Mataderos fue fundado el 13 de agosto de 1955 en el Barrio Mataderos en la localidad de General Rojo, partido de San Nicolás, provincia de Buenos Aires, Argentina. Tuvo una canción oficial "Los Cartinchos de Mataderos" del cual hoy se desconoce la letra y hacía mención a "Cartincho" Villamea, también conocido como "Nato" y referente del barrio. El Matadero- Saladero  al que hace referencia el Barrio y el Club fue fundado en 1909 por tres hermanos de apellido Rebuffo llegados de Faenza, Italia, 3 años antes. Hoy sólo queda una descendiente de esa familia, bisnieta de aquellos inmigrantes y vive en el barrio Mataderos.

## Ubicación
Sede ubicada en calle Av. San Martín y Mariano Moreno

## Fundadores
Por iniciativa de los vecinos del Barrio Mataderos de General Rojo, el 13 de agosto de 1955 se funda este club, llevándose a cabo la reunión constitutiva en el domicilio del señor Tomás Gorbarán, pudiéndose citar entre los asistentes, además del dueño de la casa, a los señores Alfredo Innocenti, Oscar Miguel Gascón, Héctor "Pocho" Acuña, Orlando Gorbarán, Pedro Girardi, Salvador Girardi, Delto Arnedo, Luis Fourcade, Audón Quiroga, Roberto Rómez, Juan "Cato" Rebuffo, Antonio Rebuffo, Antonio Marasco, Víctor Moliterno, Alfredo Sívori, Obdulio Fourcade, Omar Abraham y Tomás Gorbarán.
Fueron designados por la asamblea, para presidir la misma, el señor Alfredo Innocenti y como secretario, Oscar Gascón, imponiéndose el nombre del barrio a la naciente institución, como homenaje al barrio. Habiéndose elegido los colores que tendrían las camisetas – granate con puños y cuello blanco-, se recibe la donación de la primera pelota de fútbol por parte del señor Alfredo Innocenti.
Durante la asamblea constitutiva, fueron designados los integrantes de la primera comisión directiva de la institución, recayendo la responsabilidad en: presidente: Alfredo Innocenti; vicepresidente: Audón Quiroga; secretario: Luis Fourcade; tesorero: Juan Rebuffo; protesorero: Elio Sosa; vocales: Tomás, Osvaldo y Mariano Gorbarán, Juan A. Fourcade, Alfredo Sívori, Carlos Levatto, Víctor Moliterno y Adalberto Pacini. 
El nombre del club remite al matadero vacuno que funcionaba lindero al barrio, en el campo de la familia de Juan Rebuffo, en lo que hoy se ha urbanizado como nuevo barrio abierto.
Cabe aclarar que el Barrio Mataderos es el más pequeño de General Rojo y consta solo de 4 manzanas, y el club se encuentra en el "corazón" de dicho barrio, siendo con el "Monumento a las madres" y la ermita de la Virgen de Lujan sus sellos distintivos. El barrio es cruzado de norte a sur por la calle San Martín que continúa en un camino rural pasando por el Cementerio y que llega hasta Campos Salles de manera paralela a la Ruta Nacional N° 188.

## Década del 60
El 10 de mayo de 1963 se compraron los terrenos que hoy ocupa la institución y su cancha de baby o Futbol 7.
Desde su fundación se han turnado en la conducción de la entidad, los señores Alfredo Innocenti, Luis Fourcade, Audón Quiroga, Juan Giné, Fernando Micucci, Antonio Aydar, Rafael Calviello, Carlos Calviello, Jorge Micucci, Walter Gascón y Horacio Barraza.
En 1964 se creó la subcomisión de damas que se destacó por la extraordinaria tarea que llevaron a cabo en la faz atinente a la organización de tertulias y bailes en el salón de don Luis Rimoldi, para recaudar fondos y en la faz social que desplegaron organizando festejos y todo lo relacionado al crecimiento de la institución. integraban esta subcomisión Sara Arnedo (presidenta); Blanca Mendiguibel (vicepresidenta); Mirta José (secretaria); Marí María del Carmen Fourcade (tesorera); Marta José (protesorera); como vocales, María Rosa Saponaro, Mirta Vandale, Mabel Fourcade, Luisa leytony, María Saponaro y Celia Mercedes Gómez de Rebuffo.

## Década del 90
En enero de 1990  asume la dupla Fernando Miccucci - Antonio Aydar como presidentes del club y le dan un nuevo impulso al mismo, se obtiene la personería jurídica, se termina de cercar la cancha de Futbol 7 y construcción de la sede social, parte de la cual se concesiona como Bar Bufett con Pool, mesas de cartas y videojuegos, a Humberto Primo Lamberto, quien mantuvo el bar por más de 20 años hasta su muerte, siguiendo el Bar un tiempo más por su hijo "Pepucho" Lamberto.
También mediante "Cena Shows" y rifas se logran comprar los primeros pilares para lo que luego sería el gimnasio terminado en los años 2000.
En febrero de 1992 y luego de 25 años el club vuelve a formar parte de la liga nicoleña de futbol en el recién creado torneo de ascenso ( una 1° B nicoleña), junto a otros clubes como Matienzo, Campos Salles, Conesa FBC y el Fortín buscarian el ascenso a categoría superior.  
En ese primer equipo dirigido por la dupla Barraza- Moliterno.  Se destacaban el arquero "Chivo" Conti de Conesa y el delantero Daniel Chávez de Villa Esperanza, también los experimentados Ariel Levato y César Laucoume, los nicoleños Pedro Sánchez y Juan Lamponi, los "porteños" hermanos Arias, el arquero suplente Valerio Anastasini, pero con la particularidad  de tener en la lista de buena fe de 24 integrantes muchos jugadores del barrio y sobre todo muy juveniles por nombrar a algunos: Ernesto Laginestra, Mauricio Fuma, el conocido como  "Biyuya", Carlos "Caio" María Villamea, Mauro Gómez- centrodelantero que venía de realizar inferiores en Racing e Independiente de Avellaneda, David López, Alberto Ferreyra, Jesús Aydar y Angel Darrichon. 

La camiseta de las temporadas  1992/93, respeto el tradicional color granate (igual al de Lanús),pantalones y medias negras.
Duelos con el rival Boulevard: a pesar de que el Club Boulevard jugaba en la primera A de la liga nicoleña tanto en 1992 como en 1993, se realizaron diversos amistosos, que por la rivalidad entre ambos convocó mucha gente en la antigua "cancha de 11" del predio de la cooperativa eléctrica.
Por gestión del señor Horacio Barraza en 1994 se recibe una donación del club Lanús F.C., que ya militaba en la 1ª división de la AFA, de camisetas y camperas "Granates" para entrenamiento. 
El 13 de agosto de 1995 para los festejos de los 40 años el padre Rául Acosta oficio una misa por la tarde y luego por la noche se hizo una velada bailable  con sorteos entre los asistentes.
El 13 de agosto de 1997, en el marco de los festejos por el 42° aniversario de la fundación de este club, se realizó un acto conmemorativo con la presencia de autoridades locales, abanderados de los establecimientos educativos, docentes, párroco, el director del hospital San Felipe, Dr. Ismael Passaglia, vecinos, representantes de la prensa canal 2, radio rojo 2000 y canal 10 de general rojo e invitados especiales. luego de presentar las autoridades, el señor Germán Flores invitó al presidente de la institución, señor Horacio Barraza a dirigirse a los presentes, luego de lo cual invita al Dr. Passaglia y al señor Luis Fourcade a proceder al corte de cintas. seguidamente, los abanderados ingresan al lugar del homenaje juntamente con las autoridades donde los socios fundadores Roberto Gómez y Oscar Gascón descubren la placa recordatorio de los socios fundadores y el Dr. Passaglia y el señor Fourcade, juntamente con el señor Barraza, hacen lo propio con la de los socios fallecidos. seguidamente Gascón hace un bosquejo histórico de la entidad, en representación de los socios fundadores. el párroco, pbro. Raúl Acosta bendice ambas placas luego de la entonación de las estrofas de la canción patria. Como cierre de este acto que se desarrolló en la casa donde se fundó el Club Defensores de Mataderos, con la bendición del monolito se invitó a la señora Alicia Peralta, esposa del fallecido fundador don Tomás Gorbarán.
Fusión con otros clubes a los fines futbolísticos: entrados los años 2000 Defensores de Mataderos se fusiona con los clubes Boulevard y Social Democrático para forma General Rojo Unión Deportiva, donde logra salir campeón de la liga nicoleña, logrando el derecho para jugar los torneos Federales del interior y las primeras fases de la Copa Argentina.